# Humphrey Guinness
Humphrey Patrick Guinness (* 24. März 1902 in Haslemere; † 10. Februar 1986 in Trowbridge) war ein britischer Polospieler und Offizier.

## Erfolge
Humphrey Guinness wurde fünf Monate nach dem Tod seines Vaters geboren, der im Zweiten Burenkrieg fiel. Er gehörte zur Guinness-Familie, die vor allem für die gleichnamige Guinness-Brauerei und die entsprechende Biermarke bekannt ist, entstammte aber dem Familienteil, der im Bankwesen tätig war. Sein Urgroßvater Robert Rundell Guinness war Gründer der Bank Guinness Mahon. Guinness besuchte das Eton College und schloss danach das Royal Military College Sandhurst ab. 1923 trat er als Offizier der Royal Scots Greys in die British Army ein. Er diente im Zweiten Weltkrieg und schied 1948 im Rang eines Colonel aus dem aktiven Dienst aus. Zwei Jahre zuvor heiratete er Gladys Ellen Gatacre.
1930 und 1936 spielte Guinness für England im Westchester Cup. Dabei gingen sämtliche Partien gegen die Vereinigten Staaten verloren. Bei den Olympischen Spielen 1936 in Berlin gehörte er neben David Dawnay, Bryan Fowler und William Hinde zur britischen Polomannschaft, die in der Vorrunde ihre Partie gegen Mexiko mit 13:11 gewann. Dabei erzielte er zwei Tore. Im Finale unterlagen die Briten mit 0:11 Argentinien und erhielten damit die Silbermedaille. Guinness gewann noch zahlreiche Turniere in Großbritannien und war noch im Polo aktiv, als er bereits über 60 Jahre alt war.